# جاك جيبسون (لاعب دوري الرغبي)
جاك جيبسون (بالإنجليزية: Jack Gibson)‏ هو لاعب دوري الرغبي أسترالي، ولد في 27 فبراير 1929 في Kiama, New South Wales ‏ في أستراليا، وتوفي في 9 مايو 2008 في Waterfall, New South Wales ‏ في أستراليا.